# Mount Carbon
Mount Carbon és una població dels Estats Units a l'estat de Pennsilvània. Segons el cens del 2000 tenia 87 habitants.

## Demografia
Segons el cens del 2000, Mount Carbon tenia 87 habitants, 39 habitatges, i 23 famílies. La densitat de població era de 559,8 habitants per quilòmetre quadrat.
Dels 39 habitatges en un 23,1% hi vivien nens de menys de 18 anys, en un 41% hi vivien parelles casades, en un 12,8% dones solteres, i en un 41% no eren unitats familiars. En el 35,9% dels habitatges hi vivien persones soles el 17,9% de les quals corresponia a persones de 65 anys o més que vivien soles. El nombre mitjà de persones vivint en cada habitatge era de 2,23 i el nombre mitjà de persones que vivien en cada família era de 2,87.
Per edats la població es repartia de la següent manera: un 19,5% tenia menys de 18 anys, un 8% entre 18 i 24, un 33,3% entre 25 i 44, un 26,4% de 45 a 60 i un 12,6% 65 anys o més.
L'edat mediana era de 40 anys. Per cada 100 dones de 18 o més anys hi havia 100 homes.
La renda mediana per habitatge era de 34.688 $ i la renda mediana per família de 46.875 $. Els homes tenien una renda mediana de 24.000 $ mentre que les dones 23.125 $. La renda per capita de la població era de 18.355 $. Cap de les famílies i el 7,1% de la població estaven per davall del llindar de pobresa.

## Poblacions més properes
El següent diagrama mostra les poblacions més properes.